# Carina Baumgärtner
Pour les articles homonymes, voir Baumgartner.
Carina Baumgärtner est une gymnaste trampoliniste allemande née le 27 janvier 1990 à Bad Kreuznach.

## Palmarès
Carina Baumgärtner remporte, avec Jessica Simon, la médaille de bronze en trampoline synchronisé aux Jeux mondiaux de 2009 à Kaoshiung. Elle est médaillée d'argent des Championnats du monde de trampoline 2010 à Metz, toujours en trampoline synchronisé, avec Anna Dogonadze.